# Галліцизм
Галліцизм (лат. gallicismus, фр. gallicisme) — слово або вираз, що запозичені з французької мови. Саме поняття галліцізм не зовсім точне, оскільки більшість запозичень з французької мають латинське (точніше, романське) походження і не мають до вимерлої гальської мови (кельтської за походженням) жодного стосунку. Проте сучасна французька мова розвинулася з народної латини на території колишньої Римської Галлії, звідки і пішла назва галліцизм. Цей термін видається милозвучнішим, ніж «французизм».
Галіцизми досить численні в лексиці сучасної літературної української мови, куди вони інтенсивно проникали в XIX столітті за посередництва польської, німецької або російської мов, хоча з часом частина з них застаріла, перетворившись у історизми й архаїзми. Кількість галліцизмів також значна і в ряді інших мов світу, куди вони потрапили в різний час. Англійська, німецька, голландська, російська, румунська і молдавська, польська, японська, турецька, лінгала та багато африканських мов мають значну кількість галіцизмів.
До прямих лексичних галліцизмів відносяться деякі слова побутового вжитку пов'язані з модою: кутюр'є, кашне, макіяж, парфум, одеколон, вуаль та інші слова: бульйон, амплуа, пляж, мадемуазель, мерсі, коммюніке, пенсне, шато, прес-пап'є, пап'є-маше тощо.
Поряд з лексичними галліцизмами для української мови типові галліцизми синтаксису, тобто синтаксичні конструкції, перейняті з французької мови. Особливе місце серед галліцизмів займають буквальні переклади французьких виразів («кальки»), наприклад, «мати місце» (фр. avoir lieu), «почувати себе не в своїй тарілці» (фр. n'être pas dans son assiette).